# Abrostola mariana
Abrostola mariana là một loài bướm đêm trong họ Noctuidae.